# Fabius Paulinus
Fabius Paulinus ou Fabio Paolini (1550 à Tricesimo - 1604) est un médecin et humaniste. Il est aussi connu par le nom de Chianco Oligenio (en latin, Chianeus Oligenius).

## Biographie
Fabius Paulinus naît en 1550 à Udine dans le Frioul-Vénétie Julienne. Il termine ses études de médecine à l'université de Bologne. Il enseigne le grec à la bibliothèque Saint-Marc, de 1588 à 1604. Il aurait aussi appris l'arabe.
Il fonde une académie qui dura peu : l'Accademia Uranica ou degli Uranici à Venise. Il meurt en 1604.

## Œuvres
Il a rédigé plusieurs ouvrages de médecine et de philosophie.
Il se distingue notamment par sa participation à des éditions du Canon d'Avicenne en 1593 et 1595 (préface, créations d'index, de table d'équivalences linguistiques, lexique de termes techniques...). Une des querelles de l'époque était celle entre médecins hellénistes et arabistes, les partisans d'un retour à la pureté du texte grec de Galien (« source limpide ») s'opposaient aux textes d'origine arabe (« mare barbare »).
Fabius Paulinus considère qu'il s'agit là d'un problème de traduction et non pas d'une controverse médicale sur le fond. Selon lui, la langue arabe est plus éloignée linguistiquement du latin que du grec. Il ne s'étonne donc pas que des traducteurs arabes aient pu commettre des barbarismes en latin. Au lieu de critiquer Avicenne sur ses traductions arabes en latin, il serait préférable d'apprendre l'arabe et de traduire Avicenne en bon latin.
Il est aussi l'auteur d'un long commentaire sur une citation de Virgile, commentaire qui constitue un exposé remarquable et complet, non seulement de la doctrine de Marsile Ficin, mais aussi de l'ensemble des théories occultes de son temps.
- Andreae Vesalii Anatomia
- Arabum Medicorum Principis
- Avicennae ... Principis
- Canon medicinae
- Centum fabulae ex antiquis scriptoribus acceptae, et graecis, latinisque tetrastichis senariis explicatae...
- De arte rhetorica libri tres
- De Christi cruciatibus et morte meditatio tertia carminice. - s.a.
- De Graecis literis cum latinis conjungendis Fabii Paulini oratio.
- De pace oratio
  - De l'orateur
- Hebdomades, 1589[7]
- De viperis in trochiscorum apparatu pro theriaca adhibendis
- Galeni Isagogici libri, qvi, cvm in totam artem medicam introducunt, in principio totius operis sunt locati: vt prius in ipsis tyrones exerceantur, quàm ad difficiliora artis accedant
- Galeni librorvm prima [-septima] classis ... Octava hac nostra editione
- Galeni Opera ex octava Juntarum editione. Quæ, quid superioribus præstet, pagina versa oftendit. Ad amplissimum Venetorum Medicorum Collegium.
- Galeni Opervm quorundam, quæ aliquo modo mutilata ad nos peruenere, fragmenta
- Horatii avgenii a monte sancto, medici et philosophi praestantissimi
- In funere... Joannis Grimani, patriarchae Aquileiensis, oratio in D. Marci aede III non. oct. 1593 ex tempore habita a Fabio Paulino,... ad... Senatum Venetum...
- Index refertissimvs in omnes Galeni libros
- Indices rerum morabilium in Avicennae de re medica libri nec non Ioannis Costaci ac Ioannis Pauli Mongii annotationibus, locupletissimi